# Еганян, Тигран Рафаэлович
Тигра́н Рафа́элович Еганя́н (арм. Տիգրան Եգանյան; 7 февраля 1978, Ереван — 23 декабря 2024, Мюнхен) — депутат парламента Армении (2005—2006).

## Биография
Родился 7 февраля 1978 года в Ереване. В 1994 году окончил ереванскую среднюю школу № 172, в 1999 — экономический факультет Ереванского университета, в 2002 — аспирантуру Ереванского института народного хозяйства.
Работал старшим экономистом ООО «Дзюник сарнаран» (2000), ведущим специалистом аппарата правительства Армении (2000—2003). В 2003—2005 годы — советник председателя Национального собрания Армении.
В 2005—2006 годы — депутат Национального собрания Армении 3-го созыва; член постоянной комиссии по социальным вопросам, по вопросам здравоохранения и охраны природы. Был членом партии «Оринац Еркир» и состоял в одноимённой фракции; с 25 мая 2006, выйдя из партии, перешёл в депутатскую группу «Горцарар».
Умер 23 декабря 2024 года в больнице Мюнхена в возрасте 46 лет.

### Семья
Был женат. Двое детей.

## Научная деятельность
В 2002 году защитил кандидатскую диссертацию.

### Избранные труды
- Եգանյան Տ. Ռ. Բանկային գործառնական ռիսկերը և դրանց մեղմացման ուղիները : Ատե.  (арм.) (= Операционные риски банка и пути их смягчения : Дис. … канд. экон. наук). — Երևան, 2002. — 136 էջ.[5]